# 지몬 아만
지몬 아만(독일어: Simon Ammann, 1981년 6월 25일~)은 스위스의 스키점프 선수이다. 1997년 16세의 나이로 국제 성인 무대에 데뷔하였고, 1998년 동계 올림픽에 참가했다. 2002년 동계 올림픽 라지힐과 노멀힐 개인에서 2관왕에 올랐다. 2006년 동계 올림픽에서는 중위권에 머물렀으나, 2010년 동계 올림픽에서 다시 라지힐과 노멀힐 개인에서 2관왕에 올라, 스키점프 선수로는 처음으로 동계 올림픽에서 통산 4개의 금메달을 획득하였다.

## 같이 보기
- 올림픽 스키점프 메달리스트 목록